# Christoph Schilling
Christoph Schilling (* in Frankenstein in Schlesien; † 16. Oktober 1583 in Linz) war ein schlesischer Humanist, reformierter Pädagoge und Mediziner.

## Ausbildung
Sein Geburtsjahr – etwa 1535 bis 1540 – ist nicht näher bekannt. Bis zu seinem 13. Lebensjahr besuchte er die Schule in Frankenstein, erhielt dann seine weitere Ausbildung auf der städtischen Gelehrtenschule in Wien und betrieb an der evangelisch-lutherischen Universität Wittenberg bei Melanchthon theologische und humanistische Studien.

## Berufstätigkeit
1563 wurde er als Rektor der Stadtschule von Hirschberg in Schlesien berufen. Er hatte sich wegen seiner Tüchtigkeit im Lateinischen und Griechischen bereits einen guten Ruf erworben. Schilling, der der evangelisch-reformierten Richtung zuneigte, erteilte den Religionsunterricht nach dem reformierten Heidelberger Katechismus. Darob entbrannte ein Streit mit dem lutherischen Pastor Hirschbergs, Balthasar Tilesius. Dieser erreichte, dass Schilling 1566 seines Amtes enthoben wurde, nachdem er es nur etwa drei Jahre bekleidet hatte. Sein bekanntester Schüler in dieser Zeit war sein Frankensteiner Landsmann, der später berühmte reformierte Theologe David Pareus.
Auf Zacharias Ursinus’ Empfehlung wurde er 1566 Gründungsrektor der Schule in Amberg in der Oberpfalz, stieß jedoch hier mit seiner reformierten Lehre auf den Widerstand des lutherisch gesinnten ältesten Sohnes des Kurfürsten, Ludwig. Bald schon berief in Kurfürst Friedrich III. als Rektor des Pädagogiums in Heidelberg. Nach dem Tod des Kurfürsten (1576) und dem Wechsel der Kurpfalz von der reformierten zur lutherischen Konfession musste er auch dieses Amt wieder niederlegen. Befreundet war er mit Andreas Dudithius, Johann Crato von Krafftheim, Thomas Erastus und Theodor Zwinger.
Er schlug nun eine neue Lebensbahn ein. Vermutlich der konfessionellen Streitereien überdrüssig, ging er zum Studium der Medizin zusammen mit Peter Monau nach Padua, wo er sich am 14. Juni 1578 immatrikulierte, und dann nach Valence, wo er am 2. Dezember 1579 von Laurent Joubert zum Doktor der Medizin promoviert wurde. Von den oberösterreichischen Landständen wurde er als Physicus nach Linz berufen.

## Werke
Schillings griechische und lateinische Gedichte standen wegen ihrer Formvollendung bei seinen Zeitgenossen in nicht geringem Ansehen. Von 1561 bis 1570 erschienen von ihm mehrere Epithalamia (Hochzeitsgedichte), zwischen 1561 und 1578 war er mehrfach Beiträger. 1580 erschien in Genf von ihm die Oratio de praesidiis futuri excellentis medici Laurentio Jouberto.
Der als Latinist hoch angesehene Gelehrte Johann Philipp Pareus brachte 1633 in der Vita seines Vaters David Pareus die Angabe, dessen Lehrer Christoph Schilling habe die Höhe der Schneekoppe im Riesengebirge zu mehr als 30 Stadien, sage etwa 5330 Meter, ermittelt.
Die Angabe wurde von anderen Autoren vielfach nachgeschrieben und begründete im 17. Jahrhundert die verbreitete Meinung, die Schneekoppe sei der höchste Berg Europas.